# Nataša Veljković

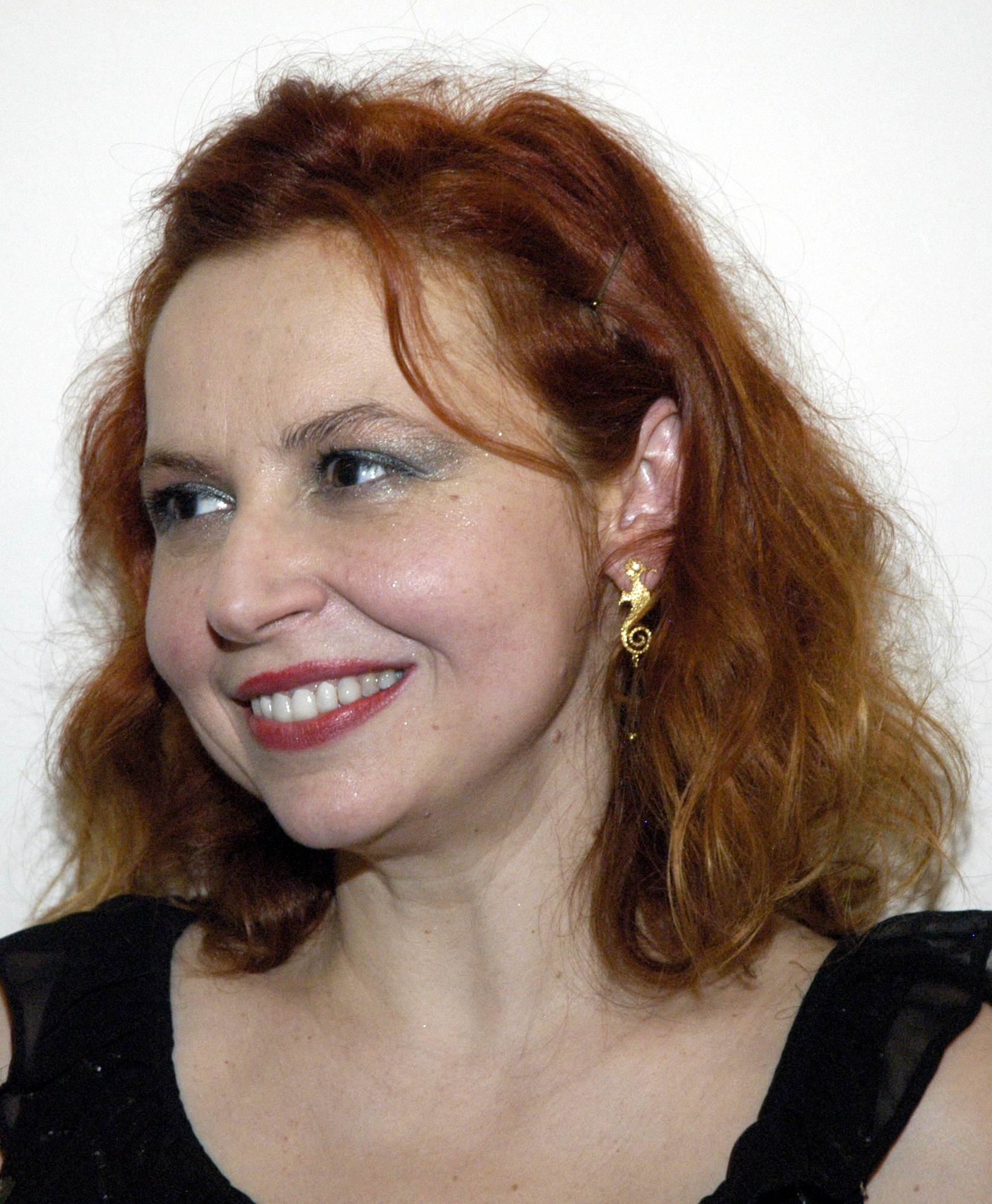
Nataša Veljković (2015)

Nataša Veljković (serbisch-kyrillisch Наташа Вељковић; * 2. April 1968 in Belgrad) ist eine serbische Pianistin.

## Leben
Seit ihrem vierten Lebensjahr erhielt Veljković ihren ersten Klavierunterricht von Lili Petrović, trat bei öffentlichen Konzerten auf und gewann, bevor sie zehn Jahre alt war, in Italien erste Preise bei internationalen Jugendwettbewerben. Für Radioaufnahmen spielte sie Klavierkonzerte von Bach und Haydn.
Nach Lehrjahren bei Arbo Valdma in Belgrad wurde sie mit 14 Jahren an der Wiener Universität für Musik und darstellende Kunst in die Klasse von Paul Badura-Skoda aufgenommen, wo sie 1987 ihr Studium mit Auszeichnung beendete. Nataša Veljkoviċ verdankt Paul Badura-Skoda ihre intensive Beschäftigung mit Mozart. Weitere Studienjahre folgten an der  Juilliard School in New York  bei Rudolf Firkušný (1988–1989) und am Genfer Konservatorium bei Harry Datyner (1990–1992). Im Laufe ihrer Karriere unterhielt sie intensive professionelle Kontakte mit zahlreichen Musikern wie Nikita Magaloff und Norman Shetler.
Seit 1985 nimmt Nataša Veljkoviċ am europäischen Konzertgeschehen teil. Ihre langfristige Zusammenarbeit mit den Belgrade Strings "Dusan Skovran" und Maestro Aleksandar Pavlović führte sie auf Konzertreisen nach Russland und China. Sie wirkt als Jurymitglied bei großen internationalen Klavierwettbewerben.
Prominente Dirigenten wie Lawrence Foster, Dimitrij Kitajenko, Antoni Wit, David Zinman, David Shalon, Emil Tabakov arbeiteten mit Nataša Veljkoviċ zusammen. Außerdem nahm sie an vielen europäischen Festivals teil, zum Beispiel Montreux, Berlin, Chopin Festival in Polen, MIDEM Classique Cannes, Juventus in Arcs et Sennans und Cambrai (Frankreich), Carinthischer Sommer, Haydn Festspiele Eisenstadt und BEMUS Belgrad.
Sie lebt und arbeitet in Wien, wo sie an der Universität für Musik und darstellende Kunst seit 1993 einer Klavierklasse vorsteht.
Nataša Veljkoviċ ist mit dem Cellisten Tobias Stosiek verheiratet und Mutter der aus erster Ehe stammenden Violinistin Milica Zulus (* 31. August 1999 in Wien) und des aus zweiter Ehe stammenden Miloš Stosiek.

## Diskografie
- Franz Liszt–Recital, CD 69 min., Zulus Records 1. Oktober 1999
- W.A. Mozart–Auswahl, CD 72 min., Zulus Records 1. November 1999
- Romance CD 78 min., Gramola 10. Juni 2008
- J. Haydn CD, Gramola 22. Februar 2010
- Dora Pejačević - The Complete Piano Works 2, CD, cpo 555 003-2, Juni–Juli 2014

## Preise und Auszeichnungen
- 1977: Erster Preis beim Internationalen Jugendwettbewerb in Capua
- 1978: Erster Preis beim Internationalen Jugendwettbewerb in Senigallia
- 1985: Gewinn des Internationalen Clara-Haskil-Klavierwettbewerbs in Vevey
- 1990: Erster Platz beim World Music Masters in Paris